# Рождённый в СССР
«Рождённый в СССР» — одиннадцатый «номерной» альбом петербургской рок-группы «ДДТ». Издан в 1997 году. Вышел на компакт-дисках и магнитофонных кассетах.

## О создании
Бытует мнение, что заглавная песня в аранжировке 1997 года — переделка хита группы Green Day «When I Come Around» из альбома 1994 года Dookie. Однако песня «Рождённый в СССР» была мгновенно написана в августе 1991 года. Шевчук довольно философски подошёл к песне-посвящению распаду сверхдержавы. Тогда на экранах транслировался клип «Гимн СССР» Игоря Угольникова, который собрал разных отечественных звёзд в программе «Оба-на!». 
В 91-м мне позвонили и сказали: Юлианыч, надо спеть гимн Советского Союза в стиле диско. Мол, гимн рухнул, СССР уже нет — можно постебаться. Я отказался. Потому что увидел в этом глумление — есть же бабушки, дедушки, для них в том времени много святого. Вот мы сейчас споем гимн в стиле диско, покакаем, пописаем. Здорово будет? Нет, не здорово. Куда этих людей девать? Мы же им в душу наплюем. Зачем так по-варварски? Я им сказал: что вы ведете себя так же, как те, с кем вы боретесь?
Чуть позднее Борис Деденёв снял на данную песню клип, который был показан в одном из последних выпусков программы «Взгляд» сезона 1991 года.
Рассказывает Вадим Курылёв: «В период „междуальбомья“ мы решили наконец попробовать свести то, что осталось от Минского концерта 1994 года. Ряд песен с программы „Это всё“ так и не были записаны в студии, и как раз эти песни и получились более-менее прилично на концертной записи. Правда, доработки почти все они всё равно требовали. Дописывали и сводили мы этот альбом на репетиционной студии „ДДТ“, не тратя деньги на хорошую студию — было понятно, что альбом „малобюджетный“, как бы — дополнительный, „из непонятого“. Несмотря на это, он достаточно интересен, если не широкой публике, то — поклонникам группы. В основном пришлось переписывать гитару Артура, но и её удалось сохранить кое-где. Никита на этот концерт не смог поехать — на записи его нет. Концерт начинается с авангардно-литературной композиции „Уровни“ — она полностью сохранена в концертном виде. Также без вмешательств обошлось в песне „На небе вороны“ и почти без них в „Блоке Рок-н-роллов“. Стремительные „Духи“ сохранили в себе детали аранжировки, придуманной ещё с Толей Крупновым. Надо сказать, что когда Толик ушёл, нам пришлось заново перестроить ряды, и это не могло не отразиться на окончательных вариантах аранжировок. После его ухода мы ещё много чего поменяли в этих песнях, особенно досталось песне „Духи“, которая из забойного рок-н-ролла превратилась в некий авангардный номер.
Центральная песня альбома — „Правда на правду“, с ней пришлось повозиться больше других, но в конце концов и она зазвучала. Также в альбом были добавлены три песни гражданственного содержания, заново записанные в нашей студии: „Рождённый в СССР“, уже больше пяти лет болтавшийся без альбома, „Мёртвый город“, написанный Юрой под впечатлением от поездок в Чечню, и сравнительно новая, тоже „чеченская“ песня „Пацаны“. Вместе с песней „Правда на правду“ эти номера выстаивали гражданственно-патриотическую линию альбома. Альбом интересен ещё и тем, что во время работы над ним Юра в студии практически не появлялся — беспрецедентный случай. Он лишь пришёл, спел под уже готовые фонограммы „Рождённый в СССР“ и „Мёртвый город“ и записал под гитару „Пацанов“. На сведении его тоже не было — в то время он писал песни для новой программы, и вскоре мы приступили к репетициям „Мира номер ноль“».
В 2001 году, при переиздании всей дискографии «ДДТ», в качестве бонус-трека в пластинку была включена песня «Интервью», записанная на одном из концертов программы «Живой».
Песни «Рождённый в СССР», «Правда на правду», «Пацаны» вошли в сборник и ретроспективу «История звука», исполняемую на концертах 2016—2017 годов.

## «Рождённый в СССР» и «Сделан в СССР»
В 2006 году Юрий Шевчук обвинил Олега Газманова в плагиате. Речь шла о песне «Сделан в СССР»: «Так это же моя „Рождённый в СССР“. Украл песню. Мне сразу все так сказали». Директор по связям с общественностью «Газманов Продакшн» Павел Андреев отвёз песни обоих поэтов-песенников на экспертизу в Союз писателей Москвы и к ряду композиторов, чтобы те внимательным образом изучили два творения и вынесли свой вердикт относительно возможного плагиата.
Римма Казакова, первый секретарь Союза писателей Москвы: «Строчка „Мы почти все рождены в Советском Союзе“, это, что называется, близко лежит и является некоторым клише, которое могут использовать все без исключения граждане СССР. Тогда уж, извините, надо запретить поэтам пользоваться некоторыми расхожими рифмами и словами на том основании, что они уже были в чьих-то стихах. Нельзя рифмовать „кровь — любовь“, ибо это было у Пушкина, или „жди — дожди“ — это было у Симонова. И вообще: забудем слова „родина“, „свобода“, „счастье“ и так далее… Всё это было»…
Александр Флярковский, профессор Гнесинского училища: «Не нахожу плагиата. Обе песни написаны в стиле „рок“. Совпадение — музыкальное — в сопроводительной метроритмике и использовании систем ударных». Совпадают 4 ноты типовой мелодии.
Далее Павел Андреев звонил директору Шевчука Александру Тимошенко: «Я его спросил: „Вы отдаёте себе отчёт, что вы обвинили человека в воровстве?“. Ещё предложил, чтобы Олег и Юрий напрямую поговорили по телефону».
Газманов: «Я не хочу скандала, мне кажется, лучше всё выяснить цивилизованным путём. Если Юрий Юлианович извинится передо мной на страницах „Комсомольской правды“, то конфликт будет исчерпан. Если же этого не последует, то мы будем решать дело согласно действующему на территории РФ законодательству».
Шевчук: «Телефона Газманова я не нашёл. Позвонил его директору, оставил свой номер и сказал: „Если твой певец чем-то недоволен, то пусть позвонит и мы решим этот вопрос в тёмном переулке“. Он так и не позвонил».
В итоге лидер «ДДТ» решил отозвать свой иск по поводу авторства песни «Сделан в СССР». Обращаясь к петербургским судьям, Шевчук обвинил Газманова в том, что он похитил у него песню и выдал её за свою. Но Газманов подал встречный иск, которым Юрий Юлианович был потрясён: «Я не буду опускаться до уровня Газманова и оспаривать очевидные вещи. Песня всё равно моя!».
Песню «Рождённый в СССР» (в названии которой содержится намёк на знаменитую песню американского певца Брюса Спрингстина «Born In The USA») группа впервые исполнила в 1991 году в Калининграде во время путча. А спустя несколько лет Олег Газманов, присутствовавший на том концерте, написал свой шлягер.

## Список композиций
1. «Уровни» — 1:46
2. «Духи» — 4:10
3. «Апокалипсис» — 4:25
4. «Правда на правду» — 9:09
5. «На небе вороны» — 3:45
6. «Блок Rock’n’Rollов» — 11:27
7. «Гляди пешком» — 7:24
8. «Мёртвый город. Рождество» — 5:36
9. «Рождённый в СССР» — 4:24
10. «Пацаны» — 2:07
11. «Интервью» (запись с концерта «Живой», г. Уфа, 1999 г.) — 7:22 (бонус переиздания 2001 года)

## Участники
- Юрий Шевчук — автор, вокал, декламация (1), бубен (1), акустическая гитара (4, 5, 10), перкуссия (6), рототомы (7)
- Вадим Курылёв — гитары (2—4, 6—9 — в студии), бас, блок-флейта (5), бэк-вокал, хор (9), сведение
- Игорь Доценко — барабаны
- Андрей Васильев — гитара (1—3, 4 — в вальсе, 6)
- Михаил Чернов — саксофон (2, 6, 7), флейта (3), вокал (6 — «Хиппаны», 2-й куплет)
- Александр Бровко — мандолина (4)
- Сергей Рыженко — клавиши (1—6), бэк-вокал (6), скрипка (4)
- Артур Овсепян — гитара (1, 2, 6)
- Игорь Сорокин — клавиши (7 — в студии), звукорежиссура, сведение
- Константин Шумайлов — клавиши (8)
- «Горшок», «Князь», Дарья, Ксения, Светлана — хор (9)
- Владимир Дворник — оформление обложки

## Детали издания
- В «Блоке рок-н-роллов» есть строка «Я приобретаю свой жизненный опыт». Песня ДДТ «Жизненный опыт» исполнялась в программе «Чёрный пёс Петербург» в 1993 году и не вошла ни в один альбом.
- На видеоверсии концерта в «Блоке рок-н-роллов» также исполняется «Большая женщина», но в альбом она не вошла из-за плохого качества аудиозаписи[17].
- Звукорежиссёр концерта в Минске — Сергей Куслапу.
- Трек «Уровни» появился в 1995 году в сборнике «Свободная культура. Звуки северной столицы»[18].
- Песня «Правда на правду» была написана после приезда Юрия Шевчука и Александра Бровко в Москву, во время Октябрьского путча, когда они своими глазами увидели происходящее. Первое исполнение состоялось на вручении кинопремии «Ника». Музыкант рассказывал, что весь бомонд, собравшийся в зале — артисты, генералы, политики, бандиты с девушками, — послушав песню о постигшей страну трагедии, спокойно двинулся на фуршет. Шевчук ушёл оскорблённым и непонятым[19]. После этого случая лидера ДДТ перестали приглашать на мероприятия подобного рода[20][21].
- Было снято несколько клипов: «Рождённый в СССР» дважды — в 1991 (режиссёр Борис Деденёв) и 1996 (режиссёры — Юрий Шевчук, Виктор Подкопаев, Андрей Сокуров, Александр Бровко) годах. Аранжировки и тексты отличаются. В альбом вошла поздняя версия, первая осталась «за бортом». Вадим Курылёв полностью записал её на гитаре Fender Stratocaster, которая применялась во многих альбомах «ДДТ» и его сольных работах[22]. «Мёртвый город. Рождество» — снят в Уфе в 1995 году, режиссёр Андрей Сокуров. Аранжировка отличная от альбомной.
- Фрагмент песни «Рождённый в СССР» используется в качестве заставки телепередачи «Рождённые в СССР», что выходит в эфир на телеканале «Ностальгия»[23].
- В оформлении первого издания имеется ошибка: 6 трек назван «Блок Rak’In Rоллоув»[24].

## Отзывы
- Дмитрий Чёрный так характеризовал песню «Рождённый в СССР»: «Горькая по сути своей (теперь вряд ли у кого-то сомнения, что горькая), хоть и торжественная. И слова „…нам ничего не осталось, у нас всё впереди“, как и „я вчера был хозяин империи, а теперь сирота“ — это ведь о ближайшем будущем, о социалистической собственности, которая будет распилена приватизацией, об отпавших республиках… Тут очень многое, хоть и неточно… говорит о том, что Шевчук подытожил многое за многих»[25].